# أدولفو ألدانا
أدولفو ألدانا (بالإسبانية: Adolfo Aldana) مواليد 5 يناير 1966 في سان روج، قادس، إسبانيا، هو لاعب كرة قدم إسباني دولي سابق كان يلعب كلاعب وسط. لعب خلال مسيرته 275 مباراة سجل خلالها 54 هدفاً.

## مرحلة الشباب

### أندية لعب لها
- ريال مدريد

## المسيرة الاحترافية

### أندية لعب لها
- ريال مدريد كاستيا
- ريال مدريد
- ديبورتيفو لاكورونيا
- إسبانيول

## وصلات خارجية
- أدولفو ألدانا على موقع الاتحاد الدولي (مؤرشف)  (الإنجليزية)
- أدولفو ألدانا على موقع قاعدة بيانات كرة القدم.إي يو (الإنجليزية)
- أدولفو ألدانا على موقع ناشيونال فوتبول تيمز (الإنجليزية)
- أدولفو ألدانا على موقع Soccerway.com (الإنجليزية)